# Guepardo Pirouz
Pirouz (persa : پیروز , que significa " victorioso") fue un guepardo asiático  de raza Acinonyx jubatus venaticus nacido el 1 de mayo de 2022 y muerto el 28 de febrero de 2023 en Irán. Hijo de dos guepardos asiáticos llamados "Irán" y "Firuz", Pirouz fue el único cachorro sobreviviente de los tres que nacieron.  El nacimiento de los cachorros marcó notablemente la primera vez que la subespecie se reprodujo en cautiverio.  Como uno de los últimos guepardos asiáticos que quedan en el mundo, Pirouz alcanzó una gran popularidad durante su vida.
Nacido el 1 de mayo de 2022, Pirouz fue el único cachorro sobreviviente de tres nacidos vivos del guepardo hembra "Irán". Los tres cachorros machos nacieron en cautiverio a través de una operación de cesárea; esto dio como resultado que la madre no reconociera a los cachorros, lo que obligó a los cachorros a vivir separados y sin el cuidado materno. El nacimiento de los cachorros marcó la primera vez que la subespecie se reproducía en cautiverio. Dos de los cachorros murieron poco después del nacimiento, convirtiendo a Pirouz en el único cachorro sobreviviente. Según los informes, uno de los cachorros murió el 4 de mayo debido a malformaciones en el pulmón izquierdo y adherencia pulmonar, mientras que el segundo murió dos semanas después de la muerte del primer cachorro debido a "mala calidad de la leche".
Se proyectó que Pirouz permanecería en Teherán hasta los 6 meses de edad, después de lo cual podría haber sido trasladado al Parque Nacional Khar Turan si se resolvían sus problemas de salud. Según los informes, sufrió problemas digestivos y renales desde su nacimiento.
Según los informes, en febrero de 2023, Pirouz fue trasladado a un hospital veterinario debido a complicaciones de salud. El 28 de febrero de 2023, según los informes, Pirouz murió en el hospital veterinario de Irán a la edad de 10 meses debido a una insuficiencia renal.  En el momento de su muerte, solo quedaba una docena de guepardos asiáticos en Irán, nueve de los cuales eran machos y tres hembras.